# Блейдс (Делавэр)
Блейдс (англ. Blades) — город в округе Сассекс в штате Делавэр США. По данным переписи 2020 года, численность населения составляла 1179 человек.

## Население
| 2010 | 2020  |
| ---- | ----- |
| 1241 | ↘1179 |